# 川崎町立川崎小学校 (福岡県)
川崎町立川崎小学校（かわさきちょうりつかわさきしょうがっこう）は、福岡県田川郡川崎町にある公立小学校である。

## 所在地
- 川崎町大字田原714番地[1]

## 周辺
- 川崎町役場
- 豊前川崎郵便局
- JR日田彦山線豊前川崎駅
- 国道322号